# Greensboro sit-ins

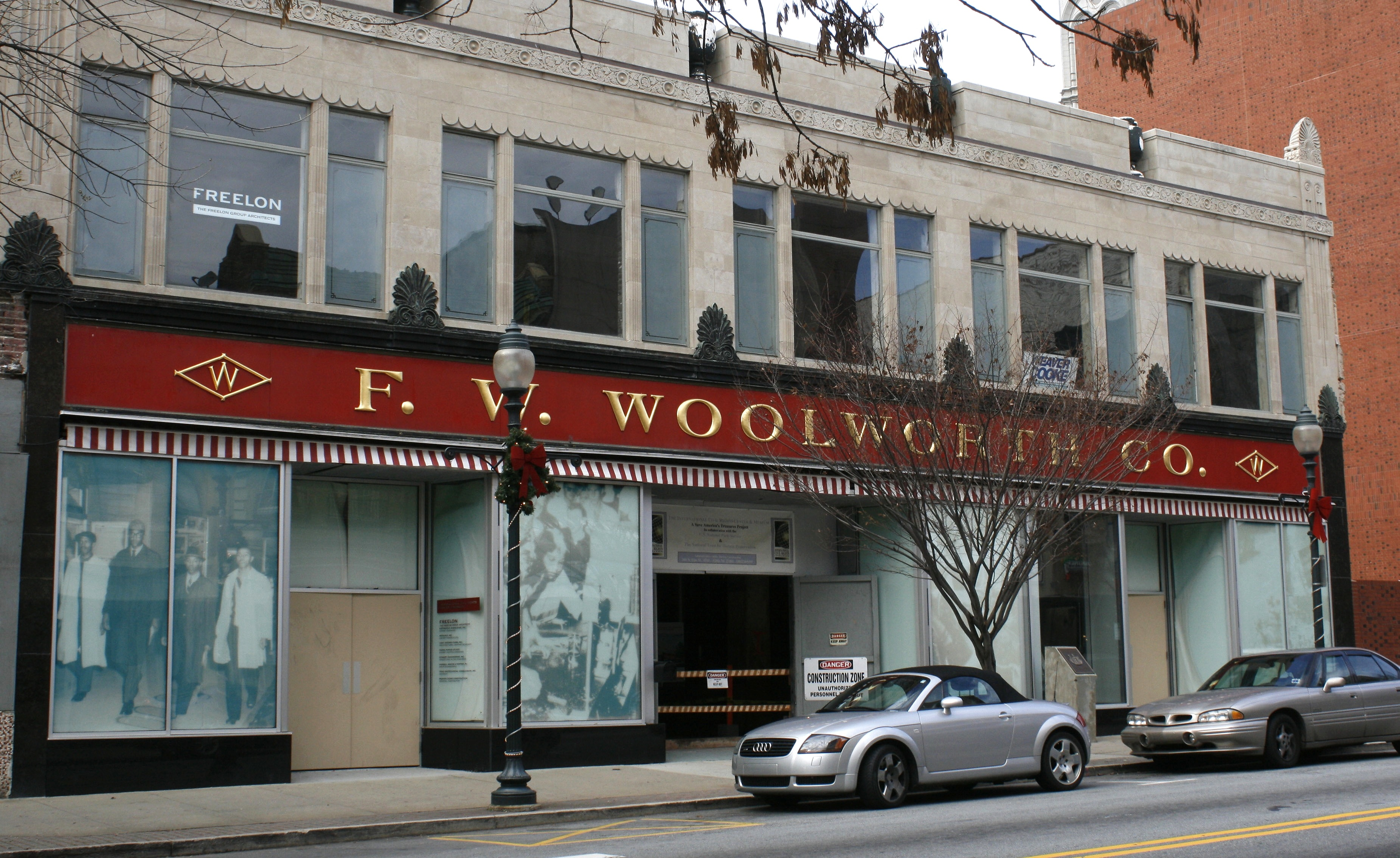
De vestiging van Woolworths in Greensboro waar het allemaal begon.

De Greensboro sit-ins waren een aantal geweldloze sit-ins (burgerlijke ongehoorzaamheid) die plaatsvonden in 1960 in de Amerikaanse stad Greensboro (North Carolina) met de bedoeling om de rassensegregatie in de Zuidelijke Verenigde Staten aan de kaak te stellen. Het was niet de eerst sit-in van de Afro-Amerikaanse burgerrechtenbeweging maar wel degene die een hele reeks sit-ins in gang zette met als resultaat dat rassensegregatie in vele horecagelegenheden, waaronder in de restaurants van Woolworths, werd afgeschaft.
Destijds was het in het zuiden van de Verenigde Staten normaal dat blanken en zwarten in aparte delen van horecagelegenheden plaatsnamen en soms ook aparte ingangen gebruikten. Dit was wettelijk geregeld.
Op 1 februari 1960 namen vier eerstejaarsstudenten van de North Carolina A&T State University (de vier van Greensboro) plaats in een vestiging van Woolworths, op plekken aan de lunch counter die alleen voor blanken gereserveerd waren. Ze bestelden koffie maar hen werd verzocht te vertrekken wat ze weigerden om te doen. De politie werd erbij gehaald en een tijd lang stond een agent dreigend met zijn gummiknuppel in de aanslag achter hen. Pas bij sluitingstijd vertrokken ze.
Op 2 februari kwamen ze terug met twintig andere zwarte studenten en namen wederom plaats. Op 3 februari bestond de groep uit meer dan zestig studenten en op 4 februari waren het er meer dan 300, nu ook van een andere universiteit. Omdat de groep te groot werd besloot men ook naar een vestiging van Kress te gaan. Op 6 februari was de groep gegroeid tot boven de 1.400. Ondertussen hadden zich ook blanke studenten bij de groep aangesloten.
Vanaf de eerste dag kregen de sit-ins aandacht van de media en na een week gingen soortgelijke protesten in andere steden en staten van start. Tegelijkertijd werden restaurants en winkels waar segregatie plaatsvond geboycot. Op 25 juli vroeg de manager van de Woolworths in Greensboro aan drie zwarte werknemers om aan de bar plaats te nemen en een maaltijd te bestellen. Zij zouden (stilletjes) de eerste zwarte klanten van een Woolworthsvestiging worden die in het blanke deel van de zaak bediend zouden worden.
Sinds 2010 is het gebouw waar het allemaal begon museum met de naam International Civil Rights Center and Museum. Toen in 2003 de film February One: The Story of the Greensboro Four in première ging vroeg een kind aan Franklin McCain, die uitgenodigd was, wat hij besteld zou hebben als hij wel bediend was. Waarop hij antwoordde I had my eye on the pie.